# نهلة السوسو
نهلة السوسو أديبة وإعلامية سورية، ولدت في مدينة حمص في 2 كانون الأول 1950.
حاصلة على إجازة في الأدب العربي، وتعمل مذيعة في إذاعة دمشق.
قامت بنشر عديد الدراسات عن قصصها في الصحف والمجلات.
وهي متزوجة ولديها أربعة أولاد شباب، أصغرهم السيناريست غسان زكريا، الذي كاتب مسلسل الظاهر بيبرس

## دراستها
تحمل إجازة عامة في الآداب بتقدير جيد جداً من جامعة دمشق (1970- 1974)، وهو فرع افتتح لمدة 4 سنوات ثم أغلق.

## سيرتها المهنية
في سبعينيات القرن العشرين نالت إجازة عامة في الآداب بهدف أن تصبح صحفية، ومن أبناء دفعتها الإعلامي مروان صواف.
وحين أعلن عن مسابقة لتعيين مذيعين سنة 1974 في إذاعة دمشق تقدمت وفي ذهنها أن تحول حلمها الأول إلى شكل إذاعي من صحافة مكتوبة إلى منطوقة.
وقد كانت تكتب في الصحافة فنشرت في الصفحات الثقافية في جريدة الثورة، تشرين والبعث.

## مناصب
- عضو جمعية القصة والرواية السورية
- عضو اتحاد الصحفيين السوريين
- عضو اتحاد الكتاب العرب
- معاون رئيس دائرة ثقافية - إذاعة دمشق
- رئيسة دائرة تمثيليات - إذاعة دمشق

## أعمالها

### كتب
- ست زهرات بيضاء - قصص للأطفال (وزارة الثقافة 1987).[3]
- سوار داليا - مجموعة قصصية (اتحاد الكتاب العرب 1992).
- طقوس موت وهمي - مجموعة قصصية (اتحاد الكتاب العرب 1995).
- قمر أخضر - مجموعة قصصية (مركز الحضارة العربية - القاهرة)
- غوايات الريح والحجر - رواية (دار الأولى - دمشق)

### برامج إذاعية
- قدمت برنامج «القصة العربية القصيرة»، بالاشتراك مع نصر الدين البحرة.[4]
- قدمت برنامج بعنوان «قراءة في أدب الأطفال»
- قدمت عدد من حلقات برنامج «عالم الكتب» مع منير عبيد على ال بي بي سي عربي
- قدمت برامج حوارية على إذاعة النور
- كتبت ألف ومئتي حلقة من برنامج إذاعي درامي بعنوان (شخصيات روائية) منذ 1986
- برنامج (لقاء على الهواء) الذي بدأ في 1986 وما زال مستمرا
- كتبت عشرات المسلسلات الإذاعية مثل:
  - مفترق المطر (عن رواية ليوسف المحمود).
  - شيء من حياتي (مذكرات مراد السباعي)
  - حب لاينتهي (عن رواية وليم سارويان - أهواك يا أمي)
  - عشبة الغابة البيضاء (رواية إريك مارياريمارك)

## جوائز
ذهبية الإبداع عن المسلسل الاجتماعي (مفترق المطر) 1998

## وصلات خارجية
- برنامج مباشر من دمشق: لقاء مع الإعلامية نهلة السوسو